# Aplopsis borealis
Aplopsis borealis är en skalbaggsart som beskrevs av Britton 1957. Aplopsis borealis ingår i släktet Aplopsis och familjen Melolonthidae. Inga underarter finns listade i Catalogue of Life.